# 後勁：王建民
《後勁：王建民》（英語：Late Life: The Chien-Ming Wang Story）是由加拿大華裔導演陳惟揚（Frank W Chen）所執導的紀錄片，講述前旅美球星王建民的後半段職業生涯。

## 入圍及獎項
| 年份 | 獲提名           | 獎項                        | 結果 |
| ---- | ---------------- | --------------------------- | ---- |
| 2018 | 溫哥華亞洲電影節 | 觀眾選擇獎 - 最佳整體特色獎 | 獲獎 |
| 2018 | 第55屆金馬獎     | 最佳紀錄片                  | 提名 |
| 2018 | 洛杉磯亞太電影節 | 國際紀錄片觀眾選獎          | 獲獎 |

## 外部連結
- 官方網站 （页面存档备份，存于）
- 互联网电影数据库（IMDb）上《後勁：王建民》的资料（英文）
- 爛番茄上《後勁：王建民》的資料（英文）
- 激情河影業 （页面存档备份，存于）